# Maddalena Adorno de Pallavicino
Maddalena Adorno de Pallavicino (Silvano d'Orba 17 d'octubre de 1582- 29 de juny de 1658), filla de Girolamo Adorno de Pallavicino, fou el 1634 (per successió del germà, i de fet ja el 1632) marquesa de Pallavicino, Borgo, Busalla, Borgo Fornari i Pietra, i comtessa de Silvano d'Orba Superior i Inferior i Castelletto d'Orba, baronessa de Caprarica, senyora de Cantalupo, Prato e Montessoro, i consenyora de Frassinello i Casorzo. Va morir el 1658. Es va casar el 22 d'octubre de 1598 amb Luigi Botta, marquès de Fortunago, comte de Calcababbio, i senyor de Branduzzo (mort el 1613).